# Filippo Berardi
Filippo Berardi (San Marino, 18 de mayo de 1997) es un futbolista profesional sanmarines que juega como extremo en el equipo sanmarinense S. P. Tre Penne y para la selección de San Marino.

## Trayectoria

### Inicios
Debutó en las filas del club italiano Rimini en 2014, jugando 24 partidos, y marcando su primer gol profesional. 
Al año siguiente pasa a integrar las filas del Torino Sub-19, con el que juega tres partidos. En 2017 es cedido al S. S. Juve Stabia de la Serie C, jugando 26 partidos y marcando dos goles.
En 2018, el Torino F. C. lo manda cedido el 12 de julio de ese año al S. S. Monopoli 1966, también de la Serie C. Jugó 18 partidos, marcando un gol.

#### Vibonese y Anconitana
Al acabar la temporada 2018-19, se va en calidad de agente libre al U. S. Vibonese Calcio, firmando un contrato de dos años con el club. Marcó su primer doblete el 1 de diciembre de 2018 ante el Sicula Leonzio. Finaliza aquella temporada con 46 partidos jugados,5 goles y 12 asistencias.
El 4 de julio de 2021 fue fichado por el club U. S. Anconitana, con el que debutó el 10 de diciembre de 2022 ante el Rimini FC; aquel partido acabaría 2-1 a favor del Rimini FC; Berardi solo jugaría 1 minuto aquel día y no volvería a jugar con este equipo.

#### Sammaurese
El 23 de enero de 2023 fue fichado por el A. C. Sammaurese tras haber quedado libre.
Debutó el 25 de enero de 2023 ante el Corregese y marcó su primer gol con el club el 5 de febrero de 2023 en un partido contra el Fanfulla.

## Clubes
| Club                         | País       | Año       | Partidos | Goles |
| ---------------------------- | ---------- | --------- | -------- | ----- |
| Rimini F. C.                 | Italia     | 2014-2015 | 25       | 1     |
| Torino F. C. sub-19          | Italia     | 2015-2017 | 50       | 14    |
| S. S. Juve Stabia (cedido)   | Italia     | 2017-2018 | 26       | 2     |
| Torino F. C.                 | Italia     | 2018      | 0        | 0     |
| S. S. Monopoli 1966 (cedido) | Italia     | 2018-2019 | 18       | 1     |
| Torino F. C.                 | Italia     | 2019      | 0        | 0     |
| U.S. Vibonese Calcio         | Italia     | 2019-2021 | 46       | 5     |
| U. S. Anconitana             | Italia     | 2021-2023 | 1        | 0     |
| A. C. Sammaurese             | Italia     | 2023      | 14       | 3     |
| S. S. Cosmos                 | San Marino | 2023-2024 | 25       | 11    |
| U. S. Vibonese Calcio        | Italia     | 2024-2025 | 15       | 1     |
| S. P. Tre Penne              | San Marino | 2025-     |          |       |

## Selección nacional
Berardi debutó con la selección de fútbol de San Marino en una derrota por 1-0 ante Azerbaiyán, en la clasificación para la Copa mundial de Rusia 2018. Marcó su primer gol internacional en la derrota por 3-1 ante Kazajistán, en el Grupo I de la Clasificación para la Eurocopa 2020.

### Goles internacionales
| #  | Fecha                   | Lugar                                                  | Rival                  | Gol | Resultado | Competición                         |
| -- | ----------------------- | ------------------------------------------------------ | ---------------------- | --- | --------- | ----------------------------------- |
| 1. | 16 de noviembre de 2019 | Estadio Olímpico de Serravalle, Serravalle, San Marino | Kazajistán             | 1–3 | 1–3       | Clasificación para la Eurocopa 2020 |
| 2. | 20 de noviembre de 2023 | Estadio Olímpico de Serravalle, Serravalle, San Marino | Finlandia              | 1–2 | 1–2       | Clasificación para la Eurocopa 2024 |
| 3. | 20 de marzo de 2024     | Estadio Olímpico de Serravalle, Serravalle, San Marino | San Cristóbal y Nieves | 1–3 | 1–3       | Partido Amistoso                    |